# Ride the Wild Wind
«Ride the Wild Wind» (с англ. — «Оседлай дикий ветер») — песня британской рок-группы Queen из её четырнадцатого студийного альбома Innuendo, написанная Роджером Тейлором. После выхода альбома была выпущена как сингл для Польши, где заняла первую позицию в местном чарте. На портале Last.fm песня имеет более 60 тысяч слушателей.

## Композиция
Первоначально Роджер Тейлор записал демоверсию со своим вокалом, а в окончательном варианте песню поют Меркьюри с Тейлором на бэк-вокале. 
Песня написана в ключе до мажор с соединением ре минор и ля минор.
Песня является своего рода продолжением песни «I’m in Love with My Car» из альбома A Night at the Opera, посвященной страсти Тейлора — автомобилям. В середине песни следует гитарное соло, подчеркивающее ощущение высокой скорости и дающее песне более тяжёлый звук. В некоторых частях песни слышны звуки раллийного автомобиля Audi Quattro S1 Group B.

## Участники записи
- Фредди Меркьюри — вокал, клавишные;
- Брайан Мэй — электрогитара;
- Джон Дикон — бас-гитара;
- Роджер Тейлор — вокал, ударные, клавишные

## Чарты
| Страна (1992)                | Позиция |
| ---------------------------- | ------- |
| Польша (Związek Producentów) | 1       |